# امين فلوريد
```
تاريخ الحمض
```

تم تطوير فلوريد الأمين في الخمسينات من قبل العالم GABA بالتعاون مع معهد طب الأسنان بجامعة زيورخ (سويسرا).
لأول مرة، في عام 1954 ، أظهرالعالم وينرايت في دراسته النفاذية العالية لميناء الأسنان للجزيئات العضوية مثل اليوريا. جعله هذا الجانب يسأل نفسه إذا لم يكن من الممكن إثراء محتويات الميناء بالفلورايد باستخدام الجزيئات العضوية كحامل، والتي تم ربطها كيميائياً بالفلوريد الأميني.
في عام 1957 ، نشرالعالمين مولمان وشميد وكونيج نتائج دراساتهم في المختبر، حيث أظهروا أن بعض المركبات التي تحتوي على فلوريد أميني كانت أعلى بوضوح من تلك التي تحتوي على فلوريد غير عضوي في تقليل قابلية الميناء للذوبان.
في العام نفسه، نشر إيروين وليفر ووالش نتائج تجاربهم في المختبر، والتي أظهرت أن مركبات أحادية الأمين - الأليفاتية توفر حماية للميناء ضد إزالة الكالسيوم الحمضية.
في عام 1967 ، أظهر Muhleman تفوق الفلوريد العضوي مقارنة بالفلوريد غير العضوي في منع تسوس الأسنان. لاحظ أن فلوريد الأمين له تقارب واضح فيما يتعلق بالميناء، عن طريق رفع كمية الفلورايد في الميناء وله أيضًا تأثير مضاد للانزيم على النشاط الميكروبي للوحة الأسنان. كانت استنتاجاته على النحو التالي......
تنتج الفلوريدات الأمينية أقوى التخصيب في فلوريد الميناء، حتى في التركيز المنخفض.
يرجع الإجراء الوقائي الغريب إلى الفلوريد على جانب واحد وإلى التأثير المضاد للإنزيم للجزء العضوي على الجانب الآخر و
أيضا من خلال وقف تشكيل لوحة الأسنان، نتيجة لخصائص الشد.
وبهذه الطريقة ولدت فلورايد الأمين في مختبر GABA S.A.-BASEL.

## تركيب الحمض
المنتجات التجارية، التي تحتوي على فلوريد أمين أو مركبات مع فلوريد القصدير في صيغتها، موجودة بأشكال مختلفة: - جل، - سوائل، - معجون، - شطف الفم.
يعتمد الوضع الفريد لفلوريد الأمين على تركيبه الجزيئي الخاص: يرتبط أيون الفلورايد بشظايا أمين حمض دهني عضوي. هذا ليس هو الحال بالنسبة للفلوريد غير العضوي مثل فلوريد الصوديوم وأحادي فلورو فوسفات الصوديوم.
فلوريد الأمين له شق جزيئي مسعور، الذيل غير القطبي، مع مكون محبة للماء، رأس الأمين القطبي. لهذا السبب، تعمل مثل المواد الخافضة للتوتر السطحي، وتقلل من التوتر السطحي للعاب، وتشكل طبقة متجانسة على جميع الأسطح الفموية.
بسبب نشاطها السطحي، تنتشر الفلورايد الأمينية بسرعة في تجويف الفم وتبلل جميع الأسطح. في المقابل، في حالة الفلوريدات غير العضوية، لا يحتوي أيون المضاد (مثل الصوديوم) على وظيفة نقل ؛ يتم توزيع الفلوريد إحصائيا في تجويف الفم. يغطي فلوريد الأمين أسطح الأسنان بطبقة جزيئية متجانسة. يمنع هذا الفيلم المستمر الشطف السريع من اللعاب. وبالتالي، تتوفر فلوريد الأمين كعامل نشط لفترة أطول.
فلوريد الأمين له درجة حموضة حمضية قليلاً. لهذا السبب، يمكن أن تتحد أيونات الفلورايد بسرعة مع الكالسيوم في ميناء الأسنان لتشكيل فلوريد الكالسيوم. يعمل هذا كمستودع للفلورايد على مدى فترة أطول: في ظل الظروف المسرطنة، يتم توفير أيونات الفلورايد لتحفيز إعادة تمعدن ميناء الأسنان وبالتالي منع الهجمات الحمضية.